# Édouard Van Even
Edward Van Even ou Édouard Van Even,, né le 6 décembre 1821 à Louvain et mort le 11 février 1905 dans la même ville, est un archiviste, écrivain et historien belge.

## Biographie
Van Even naît le 6 décembre 1821 à Louvain. En 1846, il est nommé bibliothécaire adjoint à l'Université catholique de Louvain, démissionne en 1853 pour travailler au sein du conseil municipal en tant qu'archiviste de la ville et secrétaire des fêtes municipales.
En plus de sa fonction d'archiviste, Edward Van Even est également responsable du musée municipal, situé à l'hôtel de ville de Louvain. C'est de ce musée qu'est né le Stedelijk Museum Vander Kelen-Mertens, aujourd'hui le Musée M, qui, à partir de 1938, intègre ses propres collections. Les sœurs de Edward Van Even, qui, comme leur frère, sont célibataires, font don d'une partie de la collection de Van Even à son ami Victor Demunter (1857-1939), conservateur du musée municipal. À la mort de sa dernière sœur survivante, Agnes Eugenia Van Even (1824-1911), le reste de la collection revient également à Demunter, qui la transmet à la ville avec sa collection en 1938.
Edward Van Even est membre de l'Académie royale de langue et littérature néerlandaises, de l'Académie royale des sciences, des lettres et des beaux-arts de Belgique et de l'Académie royale d'archéologie de Belgique.
Edward Van Even meurt le 11 février 1905 dans sa ville natale.

## Oeuvres
Louvain monumental ou Description historique et artistique de tous les édifices civils et religieux de la dite ville, Louvain, C.J. Fonteyn, 1860.
L'Omgang de Louvain, dissertation historique et archéologique sur ce célèbre cortège communal, Louvain, C.-J. Fonteyn & Bruxelles, T.-J.-I. Arnold, 1863.
Louvain dans le passé et dans le présent, formation de la ville, événements mémorables, territoire, topographie, institutions, monuments, oeuvres d'art, Louvain, Auguste Fonteyn, 1895.